# Kepler-186
Kepler-186 is een ster in het sterrenbeeld Zwaan (Cygnus). De ster is een rode dwerg en heeft vijf bevestigde exoplaneten. De ster is een stuk kleiner dan de Zon en ligt op een afstand van 582 lichtjaar.

## Planetenstelsel
Het planetenstelsel van de ster werd ontdekt door de Kepler-ruimtetelescoop van NASA en bevestigd op 17 april 2014. Toen werden er vijf exoplaneten bevestigd door middel van transitiefotometrie. Kepler-186f is de eerste Aardse planeet die gevonden werd en lag in de bewoonbare zone van een ster anders dan de Zon.
| Planeet | Massa  | Halve lange as (AE) | Omlooptijd (dagen) | Excentriciteit | Straal  |
| ------- | ------ | ------------------- | ------------------ | -------------- | ------- |
| b       | —      | 0,0378              | 3,89               | <0,24          | 1,08 R⊕ |
| c       | —      | 0,0574              | 7,27               | <0,24          | 1,25 R⊕ |
| d       | —      | 0,0861              | 13,34              | <0,25          | 1,39 R⊕ |
| e       | —      | 0,1216              | 22,41              | <0,24          | 1,33 R⊕ |
| f       | 1,4 M⊕ | 0,356               | 129,94             | <0,04          | 1,17 R⊕ |

## Afbeeldingen

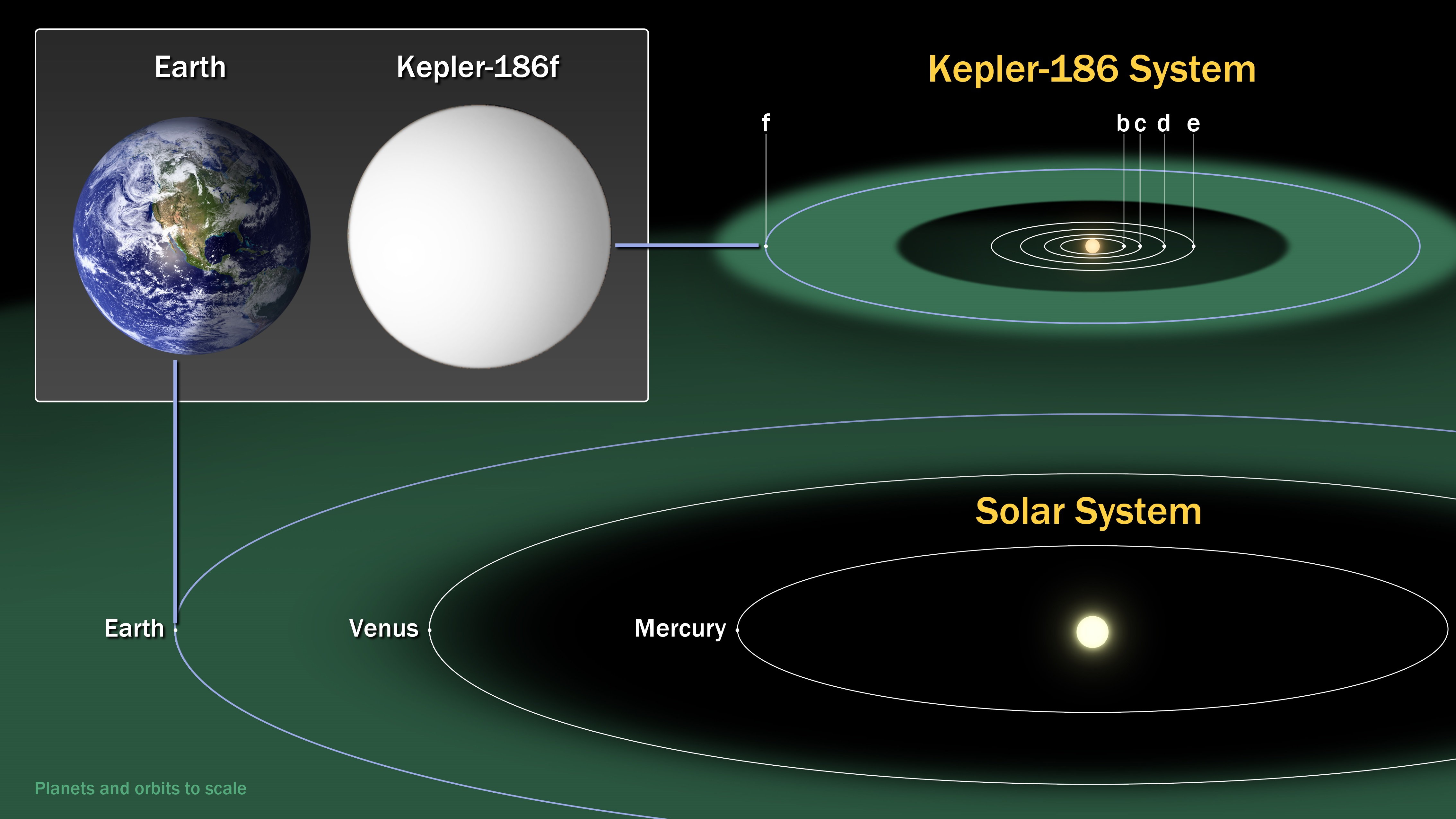
Het Kepler-186-stelsel vergeleken met het zonnestelsel
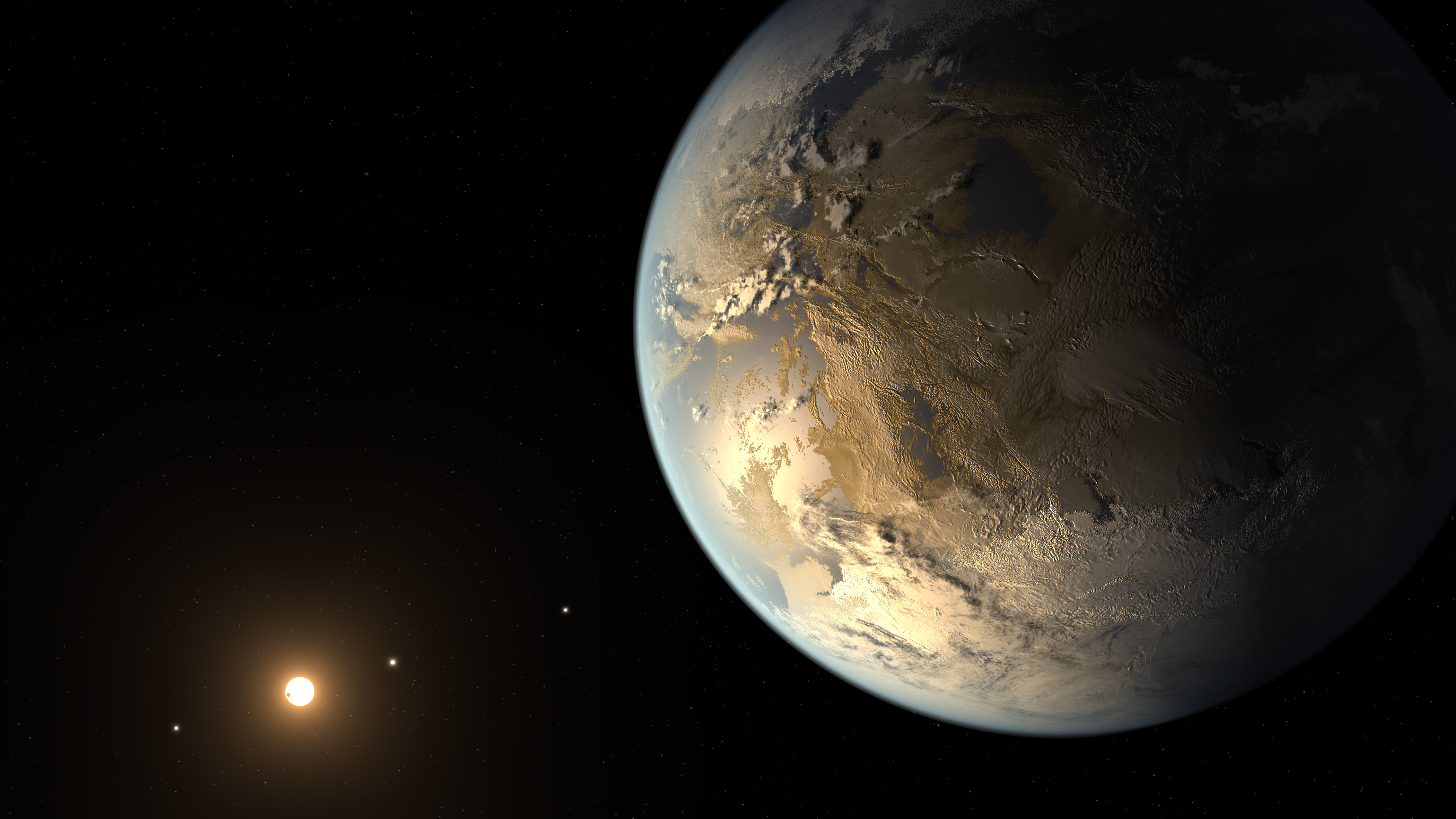
Artistieke impressie van Kepler-186f